# Louis Auslander
Pour les articles homonymes, voir Auslander.
Louis Auslander (12 juillet 1928 - 25 février 1997) est un mathématicien américain qui a travaillé principalement en analyse, géométrie différentielle et groupes de Lie.

## Biographie
Auslander a obtenu son Ph. D. à l'université de Chicago en 1954 sous la supervision de Shiing-Shen Chern avec une thèse intitulée « Contribution to the Curvature Theory of Finsler Spaces ». Il est chercheur invité à l'Institute for Advanced Study en 1955-57 et de nouveau en 1971-72, en tant que boursier Guggenheim. Il est professeur à l'université Yale, à l'université de l'Indiana, à l'université Purdue, à  Berkeley (invité 1963/4) et à l'université Yeshiva. Auslander devient en 1965 professeur au City University of New York Graduate Center. Depuis 1971, il y est professeur émérite de mathématiques et d'informatique. Il a aussi été consultant pour le Laboratoire de recherche navale des États-Unis, IBM, Hughes Laboratories et AT&T.
En 1989/91, il a dirigé le programme de mathématiques appliquées et computationnelles de la Darpa.
Louis Auslander a été marié deux fois, d'abord pendant plus de 25 ans avec Elinor Newstadt Auslander, et ils ont eu trois enfants (Nathan, Rose et Daniel), puis avec Fernande Couturier Auslander. Son frère Maurice Auslander est également mathématicien.

## Recherche
Auslander a travaillé à la fois en mathématiques pures et appliquées, notamment en géométrie différentielle sur les espaces de Finsler (le sujet de sa thèse avec Chern, publiée dans les Transactions de l'AMS en 1955) et les nilvariétés (de la forme G/H, avec G un groupe de Lie nilpotent et H un sous-groupe), l'analyse harmonique (y compris les transformées de Fourier finies), les groupes de Lie et leur théorie des représentations (unitaires), ainsi que les fonctions spéciales et les fonctions thêta qui s'y rapportent, la méthode des orbites d'Alexandre Kirillov (qu'il a étendue avec Bertram Kostant aux groupes de Lie résolubles). En tant que mathématicien appliqué, il a étudié la transformée de Fourier discrète dans les applications radar et dans le traitement du signal en général. À la Darpa, il a encouragé l'utilisation des ondelettes et de la méthode multipolaire rapide pour résoudre l'équation de Helmholtz. Il est l'auteur de plus d'une centaine d'articles et de dix livres.

## Publications (sélection)

### Articles
- Louis Auslander et Bertram Kostant, « Polarization and unitary representations of solvable Lie groups », Inventiones Mathematicae, vol. 14,‎ 1971, p. 255–354 (DOI 10.1007/bf01389744)
- Louis Auslander et Richard Tolimieri, « Is computing the finite Fourier transform pure or applied mathematics? », Bulletin of the American Mathematical Society, New Series, vol. 1,‎ 1979, p. 847–897 (DOI 10.1090/s0273-0979-1979-14686-x, lire en ligne)

### Livres
- avec Lawrence Markus, Flat Lorentz 3-manifolds, Amer. Math. Soc., coll. « Mem. Amer. Math. Soc. » (no 30), 1959, 60 p. (MR 131842).
- avec  Robert E. MacKenzie, Introduction to différentiable Manifolds, New York-Toronto-London 1963, McGraw-Hill Book Co., Inc., 1963, ix + 219 (MR 161254)[5]
- avec Leon W. Green et Frank J. Hahn, Flows on Homogène Spaces, Princeton University Press, 1963 — (avec l'assistance de Lawrence Markus et William S. Massey et une annexe de L. Greenberg)[6]
- avec Calvin C.  Moore, Unitary representations of solvable Lie groups., Amer. Math. Soc., coll. « Mem. Amer. Math. Soc. » (no 62), 1966, 199 p.
- avec Richard Tolimieri, Abelian harmonic analysis, theta functions and function algebras on a nilmanifold, Springer-Verlag, coll. « Lecture Notes in Mathematics » (no 436), 1975, iv+99 (MR 0414785)
- Minimal flows and their extensions, North-Holland, coll. « North-Holland Mathematical Studies » (no 153), 1988, xi  +  265 (ISBN 0-444-70453-1)[7]